# Amphicnemis mariae
Amphicnemis mariae är en trollsländeart som beskrevs av Maurits Anne Lieftinck 1940. Amphicnemis mariae ingår i släktet Amphicnemis och familjen dammflicksländor. Inga underarter finns listade i Catalogue of Life.